# قوبعة
قََوْبَعَة (الاسم العلمي: Niditinea)، جنس حشرات من فصيلة السوسيات الفراشية وفُصيلة سوساوات فراشية. أنواعها من 12 إلى 13 نوع.

## الهوامش
1. ↑  إدوار غالب (1988). الموسوعة في علوم الطبيعة: تبحث في الزراعة والنبات والحيوان والجيولوجيا (بالعربية واللاتينية والألمانية والفرنسية والإنجليزية) (ط. 2). بيروت: دار المشرق. ص. 1331. ISBN:978-2-7214-2148-7. OCLC:44585590. OL:12529883M. QID:Q113297966.
2. ↑  Pitkin & Jenkins (2004), FE (2009), and see references in Savela (2003)
3. ↑  Robinson [2010]